# Aslan Dudiev
Aslan Muratovič Dudiev (in russo Аслан Муратович Дудиев?; Alagir, 15 giugno 1990) è un calciatore russo, difensore svincolato.

## Carriera

### Club
Ha giocato nella prima divisione russa.

### Nazionale
Ha giocato nelle nazionali giovanili russe Under-19 ed Under-21.

## Palmarès

### Competizioni nazionali
- Coppa di Russia: 1

Tosno: 2017-2018